# Bothrocophias hyoprora
Espèce
Synonymes
- Bothrops hyopora Amaral, 1935

Bothrocophias hyoprora est une espèce de serpents de la famille des Viperidae. 

## Répartition
Cette espèce se rencontre dans l'est de l'Équateur, dans le sud de la Colombie, au nord-ouest du Brésil, au nord-est du Pérou et au nord-est de la Bolivie.

## Description
C'est un serpent venimeux.

## Publication originale
- Amaral, 1935 : Estudos sobre ophídios neotropicos XXXIII. Novas especies de ophídios da Colombia. Memórias do Instituto Butantan, vol. 9, p. 219-223.